# 歌唱祖国
歌唱祖国（かしょうそこく、簡体字: 歌唱祖国; 繁体字: 歌唱祖國; 拼音: Gēchàng Zǔguó＜ゴーツァンズゥーグォー＞）は、中華人民共和国の愛国歌。1950年の国慶節期間中、王莘により作詞作曲された。
発表以来、中国では国家的イベント、外交行事、重要行事の開幕時または閉幕時に使用され、「第二国歌」として認知されている。

## 制作背景
1950年9月15日の中華人民共和国国慶節前、北京から天津に帰る列車の中で書き上げた。建国1周年を祝うため天安門広場に集まった人々の雰囲気に感銘を受けたのがその動機である。歌い出し「五星紅旗が風を受け靡く」は、国慶節大会に対する彼の印象を表現している。彼は「歌唱祖国」発表前に様々な関係者に意見を求めた。天津市音楽団にリハーサルを依頼したほか、独自に南開大学、 天津製鉄所、天津市内の繊維工場と天津鉄道機関車庫を訪れ演奏と歌唱方法を教えた。
彼は「歌唱祖国」を天津日報に投稿しようと思い立ち、国慶節当日の掲載を望んでいた。しかし紙面も限られており不掲載の結果に終わった。「大衆歌選」の編集責任者である張恆の目にとまり、その雑誌の第3集に掲載され、初めて「歌唱祖国」は日の目を見た。徐々に華北地区の労働者や学生の間で人気を博するようになった。
1951年9月12日、時の総理周恩来は、「歌唱祖国」が全国で広く歌われるよう、中央政府令の要求事項として指示を出した。同年9月15日、人民日報の目に止まる位置に「歌唱祖国」の歌詞と楽譜が掲載された。同時に「中央人民政府文化部の国慶節唱歌についての通知」を公布した。国慶節時には国歌以外に、「歌唱祖国」と「全世界人民心一條」を遍く歌われる基本の歌曲にすると決めた。

## 曲の特徴
欧米の凱旋式行進曲を模し、中国の民族的音楽の風格を結合させる手段が用いられた。曲調はニ長調で構成され、4の4拍子である。
三番構成である。それぞれ歌詞が同じ共通部分の主歌、それに続く歌詞の異なる副歌から成り立つ。その構造から緻密に、明快簡潔でわかりやすい、また口ずさみやすいものとなっている。

## 歌詞
1950年の発表以来、複数の歌詞バージョンがある。1950年王莘による原曲版、1965年の東方紅合唱版、1968年の文化大革命「歌唱社会主義祖国」版、2008年北京オリンピック版などがある。
王莘は詩人艾青の提案により、歌詞内容の一部を変更した。歌い出し「五千年文化はきらびやかに輝く」を「独立と自由は我らの理想」に、2番「私たちはすべての苦難に打ち勝ち、敵を辺疆に追い出した」から「我らはいくつかの困難に打ち勝ち、今日の解放を得た」に変更した。
また2番「滅亡」は、周恩来に「死亡」と変更された。
北京オリンピックの楊沛宜版は、戦争内容の2番と「毛沢東」を含む3番を歌わず、2番目は1番を繰り返し歌う。郭蓉版は2番「侵略すれば我々は彼らの死を叫ぶ」を1番「我らの団結と友愛は鋼の如のように硬い」に変更し、3番は歌わない。
発表後60年間、「歌唱祖国」の歌詞はいくつかの変化を辿った。しかし歌い出し「五星紅旗は風を受け靡く」様子と1番「高い山と平原を越えて、沸き立つ黄河と長江を跨ぐ」描写の部分は変更されたことがない。

## 演奏と運用
20世紀の1950年代から今日まで、中央人民広播電台のラジオ番組「ニュースと新聞の要点」及び「全国ニュース」のオープニング曲として使用されている。また同局のクロージング曲としても使用されている。（毎週火曜日、放送設備点検の停波前に放送。） 
「歌唱祖国」の旋律と歌詞は、壮大で勇ましいために、中国の各種重大イベントの儀礼曲、開幕時または閉幕時に使用されていった。いつしか国旗掲揚式や国旗入場曲として使用されるようになり、今では「第二国歌」と認知されている。
中華人民共和国軍楽団が他国の軍楽団と交流する際に、「歌唱祖国」は合同演奏される重要な曲目の一つになった。
- 1964年の音楽舞踊叙事詩劇『東方紅』では、「歌唱祖国」はクライマックスに向かう場面で使用され、壮大に演出されている。
- 1988年のソウルオリンピックの開会式で、中国選手団入場のBGMとして使用された[8]。
- 1997年の香港返還式典では、中国人民解放軍軍楽隊と英国王立音楽隊が合同演奏した。
- 2003年の中国初の有人宇宙船の打ち上げ成功時には、宇宙飛行士楊利偉が歌った。
- 2007年の人工衛星嫦娥1号の月軌道投入時には、地上に向けて放送された。
- 2008年8月8日、陳其鋼の手によりメロディと歌詞がアレンジされた「歌唱祖国」が、北京五輪の開幕式で数少ない伝統曲として歌われた開会式後、楊沛宜の肉声が流されたが、舞台では別人の林妙可が口パクしていたことが報道され、国内外で議論を招いた[9][10]。
- 2011年5月、中国人民解放軍軍楽隊とアメリカ軍陸軍軍楽隊がワシントンD.C.のジョン・F・ケネディ・センターで公演した。終演前に星条旗よ永遠なれと歌唱祖国を合同演奏した。[11]
- マカオ祖国復帰15周年文芸夜間コンサート（2014年）や香港祖国復帰20周年文芸夜間コンサート（2017年）の閉会時には、中国国家主席（党総書記）習近平が出演者と握手し、共同で「歌唱祖国」を歌った[12]。
- 2018年、韓国平昌オリンピック閉会式の次回開催地引き継ぎセレモニー「北京の八分」でBGMとして使用された。
- 2022年2月4日の冬季北京オリンピックの開会式では、中国選手団の入場時BGMとして使用された。なお、2008年のオリンピック開会式と異なり、国旗掲揚前は一般人少年による「我和我的祖国」のトランペット演奏であった。3月5日に開催された冬季北京パラリンピックの開会式でも、中国選手団の入場時BGMとして使用された。

## 逸話
- 1951年10月の中国人民政治協商会議では、作者の王莘が非公式に出席した。この出席を聞いた毛沢東は、自身のサインを書いた毛沢東選集を贈呈した。
- 2015年7月27日、 ベトナムのハノイで「傷病軍人祭」が開催された。国家主席チュオン・タン・サンの登壇時、誤って「歌唱祖国」が流された。この選曲ミスはベトナム民衆の不満を引き出し、放送した人物には厳正な処分が下された[13]。なお”Ca ngợi tổ quốc”（ベトナム語での「歌唱祖国」訳語、チュノムでは"Ca xướng Tổ quốc"）という同一名の、しかし全く別のベトナムの曲が複数存在する。ホアン・バン（ベトナム語版）が作詞作曲した児童向け愛国歌や、音楽家ホー・バック（ベトナム語版）が歌った歌謡曲が存在する。
- 北京市豊台区王佐鎮西村店村の公道に、歌唱祖国が流れるメロディーロードがある[14]。
- 2017年10月1日の国慶節、AKB48グループから独立したSNH48が歌うミュージックビデオを公開した。なお前年2016年の国慶節には別の愛国歌「我和我的祖国（私と私の祖国）」を歌っている。